# Eurovision Magic Circus Show
De Eurovision Magic Circus Show (ook: Magic Circus Show) was een circusshow georganiseerd door de Europese Radio-unie (EBU) en Radio Télévision Suisse (RTS). Kinderen tussen 7 en 14 jaar konden deelnemen. Over de drie edities, namen tien verschillende landen deel.
De show werd opgenomen aan het einde van november, en uitgezonden rond de eindejaarsperdiode. Het festival vond elk jaar plaats in een circustent van Circus Pajazzo in Chêne-Bougeries, onderdeel van het kanton Genève in Zwitserland.

## Geschiedenis
Het idee om een circusshow te organiseren, waar kinderen een rol zouden spelen, kwam van de Zwitserse openbare omroep en Damien Otte. Het concept werd officieel voorgesteld op een Eurovision TV congress, waar de EBU bevestigde dat er daadwerkelijk een nieuwe show binnen de EBU zou komen. Op 5 oktober 2010 werd dit bekendgemaakt in Cannes in Frankrijk.

## Edities
De circusshow was, in tegenstelling tot de andere EBU-evenementen, niet competitief. Er zou dus geen winnaar gekozen worden. Dit was ook niet mogelijk, omdat de show al werd opgenomen in november en pas werd uitgezonden rond december en januari. Alle edities vonden plaats in Chêne-Bougeries, Genève.
De eerste editie vond plaats op 27 november 2010. Tijdens deze eerste editie namen zes land deel. België, Frankrijk, Nederland, Portugal, Rusland en gastland Zwitserland. De volgende editie, in 2011, waren er zeven land die aantraden. Alle alle deelnemers van de vorige editie bleven, en Oekraïne debuteerde.
De laatste editie vond plaats op 17 november 2012. Negen landen waren van de partij. Armenië, Bulgarije en Ierland traden voor de eerste keer aan. Oekraïne trok zich na één editie terug.

## Deelnemers

Minstens één keer deelgenomen.
Niet deelgenomen, maar wel lid van de EBU.

Hieronder alle landen die hebben deelgenomen.
| Land        | 2010 | 2011 | 2012 |
| Armenië     |      |      |      |
| België      |      |      |      |
| Bulgarije   |      |      |      |
| Frankrijk   |      |      |      |
| Ierland     |      |      |      |
| Nederland   |      |      |      |
| Oekraïne    |      |      |      |
| Portugal    |      |      |      |
| Rusland     |      |      |      |
| Zwitserland |      |      |      |

## Zenders
Onderstaande zenders zonden minstens één editie uit.
- Armenië - Armenia TV
- België - VRT
- Bulgarije - BNT
- Frankrijk - France 3
- Ierland - RTÉ
- Nederland - TROS
- Portugal - RTP
- Rusland - RTR
- Zwitserland - RTS
- Oekraïne - NTU

Ook niet-deelnemende landen zonden de show uit, dit waren: de Wit-Russische omroep BTRC, de Italiaanse omroep RAI en de omroep van Slovenië RTVSLO. Ook werd het uitgezonden buiten Europa namelijk in Canada, via TV5 Québec Canada en TV5MONDE.